# 직산군
| Daedongyeojido (Gyujanggak) 14-05.jpg |
| Daedongyeojido (Gyujanggak) 15-04.jpg |

직산군(稷山郡)은 천안시 북부와 아산시, 그리고 소수의 진위군, 평택군 지역의 이전 행정구역이다.
천안 성거산 위례성이 있던 곳이며, 고려대에 직산현으로 개칭되었고, 임진왜란 때 직산 전투가 열렸던 곳이다. 조선 연산군 때 경기도에 편입되기도 하였다가 복구하였으며, 현재의 경기도 평택시 전 지역인 당시 진위현과 평택현이 1596년에 직산현에 속했다. 1610년에 평택현이 직산현에서 독립되었으며, 이후 1895년에 직산군으로 승격했다.  현재는 1호선 직산역이 지나며, 구한말에 직산 금광도 있었지만 현재는 폐쇄되었다. 아울러 이 지역은 월경지가 안성천 이북에 있었는데 외야곶면(外也串面), 광덕면(廣德面), 안중면(安仲面)과 언리면(堰里面)이 해당됐다. 즉 현재의 현덕면 일부와 안중읍 일부, 오성면이 직산군의 땅이었던 것이었으며, 이에 따라 자연스럽게 충청 방언과 그 문화가 진위군 및 평택군에 배어들게 되었다.

## 1914년 이후
| 조선총독부령 제111호 |             |                                                                                |
| 구 행정구역 | 신 행정구역 | 신 행정구역                                                                    |
| 직산군 동변면(東邊面) 군동리/방락리, 남산리 일부, 판정리/산직리 | 성산면      | 군동리, 남산리, 판정리                                                         |
| 직산군 서변면(西邊面) 군서리/신대리, 자은방리/삼거리, 수혈리 | 성산면      | 군서리, 삼은리, 수헐리                                                         |
| 직산군 일서면(一西面) 마산리/독정리/주력산리, 시목리/모사리/(천안군 북이면)입암리 일부/업성리 일부, 송기리/부대리, 석곡리, 갈산리/신성리, 양전리/당곡리 일부, 자은가리                                                                                   | 성산면      | 마정리, 모시리, 부송리, 상덕리, 석곡리, 신갈리, 양당리, 자은가리               |
| 직산군 이서면(二西面) 매곡리/광주리 일부, 금신리/율가리/금곡리 일부/(일서면)당곡리 일부, 송덕리/금곡리 일부, 방축리/신무리, 임리/각금리/왕지리/(아산군 이북면)중왕리 일부, 우헐리/신대리                                                                 | 성환면      | 매주리, 율금리, 송덕리, 신방리, 왕림리, 우신리                                 |
| 직산군 삼서면(三西面) 복모리/(이북면)대정리 일부, 성환내리/성환중리/성환남산리 일부/(이서면)광주리 일부, 성환외리/성환남산리 일부/(이북면)대정리 일부, 수포리, 가동리/신리/(경기도 양성군 금통면)궁리 일부, 어룡리, 농촌/와택리/(평택군 동면)와야동 일부 | 성환면      | 복모리, 성월리, 성환리, 수포리, 신가리, 어룡리, 와룡리                         |
| 직산군 이북면(二北面) 홍경리/대하리/대정리 일부, 궁리/안양리/(경기도 양성군 금통면)궁리 일부, 지족향리/수천리, 신정리/사동/학선동 | 성환면      | 대홍리, 안궁리, 양령리, 수향리, 학정리                                         |
| 직산군 이남면(二南面) 천흥리, 저동, 정촌/(동변면)남산리 일부, 오색당리/막거리, 신리/월경리/(천안군 북이면)독주막 일부, 소조리/오우리, 복덕리/문성리, 석교리, 요동/분방동/수월리, 송당리/남창리                                                           | 성거면      | 천흥리, 저리, 정촌리, 오색당리, 신월리, 소우리, 문덕리, 석교리, 요방리, 송남리 |
| 직산군 이동면(二東面) 모전리/모곶리, 삼곡리, 오목동, 기로촌/사장동, 상장리 일부, 시랑리/도장동, 구덕리/신대리, 양대리, 하장리, 당곡리/호계리/복덕리, 홍천동, 동계리/효견촌                                                                               | 성거면      | 모전리, 삼곡리, 오목리                                                         |
| 직산군 이동면(二東面) 모전리/모곶리, 삼곡리, 오목동, 기로촌/사장동, 상장리 일부, 시랑리/도장동, 구덕리/신대리, 양대리, 하장리, 당곡리/호계리/복덕리, 홍천동, 동계리/효견촌                                                                               | 입장면      | 기로리, 상장리, 시장리, 신덕리, 양대리, 하장리, 호당리, 홍천리, 효계리         |
| 직산군 삼동면(三東面) 토산리/가좌동, 등림리/도랑리/가련리, 독정리/(이동면)상장리 일부, 산정리/차중리, 용두리/강당리/적정리, 애동/내유리/외유리, 흑암리/차상리, 신두리, 연봉리/우지곡리/(경기도 안성군 우곡면)구정리 일부, 하리/(이북면)도감리            | 입장면      | 가산리, 도림리, 독정리, 산정리, 용정리, 유리, 흑암리, 신두리, 연곡리, 도하리   |